# Wayne Oates
Wayne Edward Oates (Carolina del Sud, 24 giugno 1917 – 21 ottobre 1999) è stato uno psicologo statunitense.
Ha studiato medicina all'università di Louisville. È noto come psicologo ed educatore religioso che ha coniato la parola workaholic.
Dopo la laurea con un Ph.D. in psicologia della religione, Oates ha insegnato all'università come professore di psicologia della religione fino al 1974. Con la pubblicazione nel 1971 del libro "Confessions of a workaholic" (che ha introdotto il neologismo workaholic nell'uso corrente) è stato incluso nel dizionario di inglese di Oxford.
Nel 1984 l'associazione psichiatrica americana ha assegnato a Oates il Premio Oskar Pfister (dedicato allo psicoanalista e religioso Oskar Pfister) per i suoi contributi al rapporto fra la psichiatria e la religione. Ha sposato Pauline con quale ha avuto due figli. Hanno vissuto a Louisville, Kentucky fino alla sua morte avvenuta nel mese di ottobre del 1999.

## Fonti
- Eredità del dott. Oates (Louisville, Kentucky: Istituto Di Oates, 21 luglio 2004).